# Desafio Pelé de Futebol Internacional Sub-17
O Desafio Pelé de Futebol Internacional Sub-17 foi um torneio amistoso internacional que serviu como parte da comemoração de aniversário do Sheffield Football Club, considerado pela FIFA como o clube de futebol mais antigo do mundo. Realizada em 2007, a competição contou com a participação do Sheffield, Manchester United, Porto e São Paulo. A partida final foi disputada entre os aniversariantes e o São Paulo, que também contou com a presença ilustre de Pelé.
O São Paulo conquistou o título vencendo suas três partidas. Pelé visitou a delegação campeã e foi presenteado com uma camisa de número 10 com seu nome.

## Participantes
As equipes participantes foram listadas a seguir:
- Sheffield FC
- Manchester United
- Porto
- São Paulo

## Premiação
| Desafio Pelé de Futebol Internacional Sub-17 |
| Brasil                                       |
| -------------------------------------------- |
| São Paulo Campeão (1.º título)               |